# Wassili Alexejewitsch Degtjarjow
Wassili Alexejewitsch Degtjarjow (russisch Василий Алексеевич Дегтярёв; * 21. Dezember 1879jul. / 2. Januar 1880greg. in Tula; † 16. Januar 1949 in Moskau) war ein russischer wie sowjetischer Waffenkonstrukteur, Generalmajor des Artillerie-Ingenieurdienstes und Held der sozialistischen Arbeit.

## Leben
Ab 1918 leitete er die Versuchswerkstatt der Ersten russischen Gewehr- und Maschinengewehrfabrik. 1931 wurde er Leiter der Projektierungs- und Konstruktionsbüros für automatische Schützenwaffen. Er entwickelte eine Reihe verschiedener Typen von Maschinengewehren, darunter leichte wie das MG DP (1927) und MG RPD (1944), sowie gemeinsam mit Georgi Semjonowitsch Schpagin, der den Gurtzufuhrmechanismus beisteuerte, das schwere MG DSchK (1938).
Weiterhin wurden von ihm Maschinenpistolen, darunter die MPi PPD im Jahre 1940 sowie die Panzerbüchse PTRD 1941 entwickelt.
1940 wurde ihm der Titel Held der sozialistischen Arbeit verliehen. 1941 trat er der Kommunistischen Allunions-Partei (Bolschewiki) (WKP(B)), der späteren KPdSU, bei. 1944 wurde ihm der Rang eines Generalmajors des Artillerie-Ingenieurdienstes verliehen. In der 1. und 2. Legislaturperiode gehörte er als Deputierter dem Obersten Sowjet an. Er erhielt 1941, 1942, 1944 und postum den Staatspreis der UdSSR.